# Željko Župetić
Željko Župetić (født 23. september 1967 i Zagreb, Jugoslavien) er en kroatisk tidligere fodboldspiller (midtbane). Han spillede én kamp for det kroatiske landshold, og repræsenterede på klubplan blandt andet Rijeka, NK Zagreb og Hapoel Haifa.